# Domkapitelhuset, Uppsala
Domkapitelhuset är en byggnad i stadsdelen Fjärdingen i centrala Uppsala, belägen på Dombergets nordöstra sida. Byggnadens fasader är medeltida men dess övre våningar byggdes år 1746–1748 efter ritningar av Carl Hårleman som nya lokaler åt Katedralskolan då skolans tidigare lokaler i grannbyggnaden Domtrapphuset var inadekvata. År 1837 flyttade skolan ut ur byggnaden som istället övertogs av Domkapitlet.
Domkapitelhuset är sedan 1935 ett statligt byggnadsminne och utsågs 2002 till byggnadsminne enligt kulturmiljölagen.